# Marcus Holconius Rufus

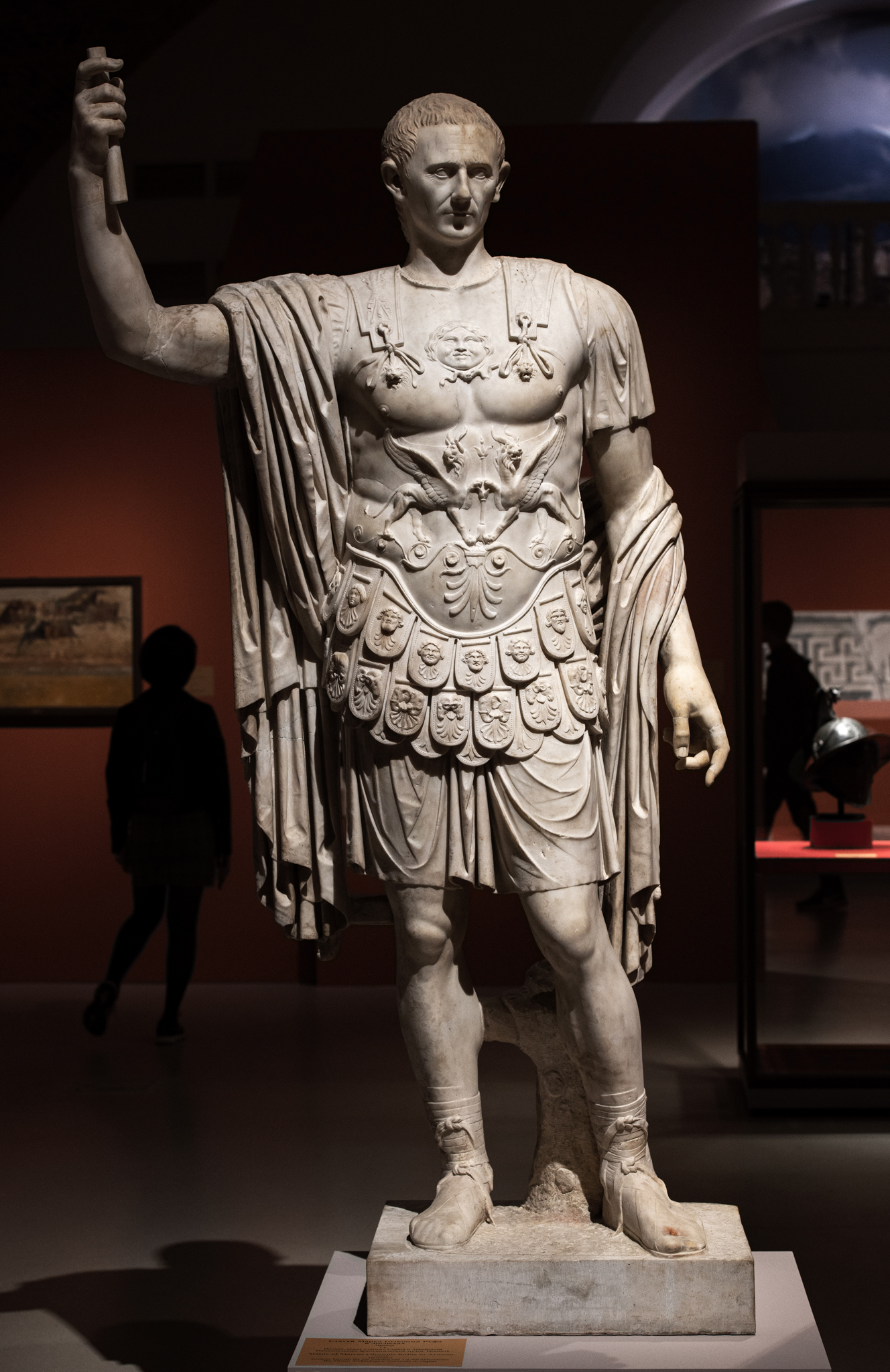
Marcus Holconius Rufus, Statue

Marcus Holconius Rufus, Sohn des Marcus, war ein römischer Unternehmer im Pompeji des 1. Jahrhunderts.
Marcus Holconius Rufus stammte aus einer alteingesessenen Familie (Holconier), die eventuell etruskischen Ursprungs war. Er verdiente sein Vermögen, indem er eine Tongrube samt Ziegelei und ein überregionales Weinimperium außerhalb Pompejis betrieb. Seinen Wein vertrieb er bis in die Stadt Rom. Sein Vermögen investierte er zum Teil in Pompeji, um damit seine politischen Ambitionen zu unterstützen. Er finanzierte beispielsweise den Umbau des Großen Theaters in Pompeji in seinem und dem Namen des Marcus Holconius Celer, wofür er mit einem Ehrensitz (bisellium) an prominenter Stelle und einer Ehrenstatue, aufgestellt um 13/14 n. Chr., gewürdigt wurde. In den Stufen wurde dieses zusätzlich mit Bronzebuchstaben festgehalten. Ebenso wurde er mit einer Ehrenstatue an der wichtigsten Kreuzung der Stadt bei den Stabianer Thermen geehrt. Rufus wurde hier als Militär in einer Rüstung dargestellt (Mars-Ultor-Typus), obwohl er nie eine militärische Position bekleidet hatte. Heute steht in Pompeji nur noch der Sockel, die Statue befindet sich im Museo Archeologico Nazionale in Neapel. Eine Besonderheit der Statue ist, dass der Kopf der Statue einmal ersetzt wurde, und anders als üblicherweise, wo man das als Möglichkeit sah, einen neuen Kopf zu verwenden und einen neuen Würdenträger zu ehren, wurde hier der Kopf des Rufus durch einen neuen Kopf des Rufus ersetzt, was für sein hohes Ansehen auch noch lange nach seinem Tod spricht. Die Präsenz an dieser Stelle, auf dem Weg vom politischen Zentrum, dem Forum, hin zum Theater, wo man wieder auf Rufus stieß, war sehr klug gewählt.
Mehrfach ist Marcus Holconius Rufus in bedeutenden Ämtern der Stadt Pompeji nachgewiesen. Er gilt als die bedeutendste Persönlichkeit Pompejis, die die bedeutendste Magistratskarriere in der Stadt gemacht hatte und mit den meisten Ehrungen bedacht wurde. Dennoch konnte er seinen Einfluss nicht über die Stadtgrenzen hinaus ausdehnen, einen angestrebter Platz im römischen Senat konnte er nie erreichen.
In einer Inschrift, die ihn als Gönner bei der Renovierung der Außenmauer des Apollontempels nennt, wird Rufus als dreimaliger duumvir bezeichnet, der gerade ein viertes Mal dieses höchste städtische Amt innehatte. Am Ende seiner Karriere scheint er dieses Amt laut der Inschrift auf seiner Ehrenstatue bei den Stabianer Thermen fünfmal bekleidet zu haben. Seine vierte Amtsperiode ist für die Zeit 3/2 v. Chr. zu datieren. Er war außerdem der erste Priester des neuen Kaiserkultes (sacerdos Augusti), der wohl im Tempel des Genius Augusti am Forum zwischen Macellum und Gebäude der Eumachia seinen Sitz hatte. Zudem war er zweimal städtischer Censor. Höhepunkt in der Karriere des Rufus war die Ernennung zum Ehrenbürger der Stadt (patronus coloniae). Nur einem der Gründer der römischen Kolonie Pompeji, Marcus Porcius, wurde eine ähnliche Verehrung auch über den Tod hinaus zuteil.
Marcus Holconius Celer ist wahrscheinlich sein Sohn, manchmal wird auch angenommen, er sei Rufus’ Bruder.